# Caucone (figlio di Licaone)
Caucone (in greco antico: Καύκων?, Káukōn) è un personaggio della mitologia greca.

## Mitologia
Figlio di Licaone re di Arcadia, si racconta che diede il suo nome ai Cauconi, una tribù autoctona della Trifilia e che la sua tomba si troverebbe a Lepreo dove un tempo c'era un monumento riproducente un uomo che suonava la lira.
La sua fine fu la stessa del padre: Zeus, ormai furioso per le gesta di Licaone, lanciò fulmini fino ad uccidere l'intera famiglia, ad eccezione del fratello Nittimo che, salvato da Gea, poté così succedere al trono.